# Baljevac, Bihać
Baljevac je naselje v občini Bihać, Bosna in Hercegovina. 

## Zgodovina
Do leta 1947. naselje je bilo del Hrvaške.

## Deli naselja
Baljevac in Mali Baljevac.

## Prebivalstvo
| Pregled števila prebivalcev po letih | Pregled števila prebivalcev po letih | Pregled števila prebivalcev po letih | Pregled števila prebivalcev po letih | Pregled števila prebivalcev po letih | Pregled števila prebivalcev po letih |
| ------------------------------------ | ------------------------------------ | ------------------------------------ | ------------------------------------ | ------------------------------------ | ------------------------------------ |
| 1948                                 | 1953                                 | 1961                                 | 1971                                 | 1981                                 | 1991                                 |
| -                                    | -                                    | 305                                  | 10                                   | 0                                    | 0                                    |

| Narodna sestava prebivalstva po letih                                                                                     | Narodna sestava prebivalstva po letih                                                                                 | Narodna sestava prebivalstva po letih                                                                                 |
| --- | --- | --- |
| 1971 | 1981 | 1991 |
| . skupaj: 10 Srbi 8 (80,00 %) Hrvati 1 (10,00 %) Muslimani 1 (10,00 %) Jugoslovani 0 (0,00 %) drugi in neznano 0 (0,00 %) | . skupaj: 0 Hrvati 0 (0,00 %) Muslimani 0 (0,00 %) Srbi 0 (0,00 %) Jugoslovani 0 (0,00 %) drugi in neznano 0 (0,00 %) | . skupaj: 0 Hrvati 0 (0,00 %) Muslimani 0 (0,00 %) Srbi 0 (0,00 %) Jugoslovani 0 (0,00 %) drugi in neznano 0 (0,00 %) |